# برج الساعة (طولمة باغجة)
برج الساعة (بالتركية: Dolmabahçe Saat Kulesi)‏ هو برج ساعة يقع خارج قصر طولمة باغجة في إسطنبول، تركيا. برج أمر بإنشائه السلطان عبد الحميد الثاني (1842-1918) وصممه المهندس سركيس باليان بين عامي 1890 و 1895.
أضيف برج الساعة إلى قصر دولمة بهجة، يقع أمام البوابة على مساحة مربعة مقابل الواجهة البحرية لمضيق البوسفور بجوار جامع طولمة باغجة. ويتميز البرج بتصميم عثماني باروكي حديث. يتكون البرج من أربعة طوابق وتقدر مساحته ب8.5 × 8.5 م، ويبلغ ارتفاعه 27 متر (89 قدم).
وقد صنع ساعة البرج صانع الساعات الفرنسي الشهير (جان بول غارنييهو). وثبته يوهان ماير. استخدمت في الواجهة الأرقام العربية الشرقية. وفي عام 1979، استبدل قسم من الأجزاء الميكانيكية الأصلية للساعة بأجزاء كهربائية. وقد وضعت طغراء السلطان عبد الحميد الثاني على جانبين متقابلين من البرج.